# Микрорайон Зелёный (Макеевка)
Микрорайон Зелёный — жилой массив в Горняцком районе города Макеевка. Расположен на востоке города около трассы на Харцызск. Состоит из 70 девятиэтажных домов. Также территориально к микрорайону можно отнести шестнадцатиэтажные дома по адресам Уварова, 41 и Академическая, 75 (их ошибочно приписывают к Зелёному под номерами 41 и 75 соответственно). Граничит на севере с микрорайоном Мирный, 945-м кварталом.

## История
Первая очередь микрорайона была возведена в 1978—1979 гг. Были построены дома с 1 по 8 и с 10 по 23 (дом 9 так и не был достроен, а дом 23а был построен позже).
В начале восьмидесятых была построена вторая часть микрорайона. Она получила название Зелёный-2 и нумерацию домов начиная с первого. Это вызывало массу неудобств. Очень часто путались адреса, так как между домами с одинаковыми номерами было пять минут ходьбы. А адрес отличался только цифрой 2 в названии микрорайона. Поэтому очень скоро оба микрорайона объединили в один и изменили соответственно нумерацию. Старые номера можно ещё увидеть на доме 31 (ранее 4). В результате всех этих переименований микрорайоне Зелёный отсутствуют дома с 24 по 27.
Третья очередь микрорайона строилась в конце восьмидесятых. Развал СССР не позволил достроить дома 68 и 69. Котлован под их фундамент долго служил местом игр местной детворы, пока в 2000-х на его месте не построили кафе с парковкой.

## Инфраструктура

##### Транспорт
Из микрорайона с конечной остановки ДП «Молокозавод» ходят автобусы и микроавтобусы по следующим маршрутам:
- № 19 ДП Молокозавод — ДС Плехановская
- № 21 ДП Молокозавод — 55-й квартал
- № 24 ДП Молокозавод — Городская больница № 7 — ДС Плехановская
- № 55 ДП Молокозавод — ДП Даки — Железнодорожный вокзал
- № 56 ДП Молокозавод — Красный рынок — ДП Даки
- № 57 ДП Молокозавод — ДС Червоногвардейская

Ранее существовал троллейбусный маршрут № 1 Молокозавод — Детский мир, а также проезжал маршрут № 7 Детский мир — Объединённый. Но в девяностых годах, он, как и многие другие маршруты, был ликвидирован.
Также мимо микрорайона проходят маршруты:
- № 6 ДС Плехановская — ДС Советская
- № 15 ДС Плехановская — пос. шахты «Калиновская-Восточная»
- № 20 ДС Плехановская — м-н «Мирный»
- № 26 ДС Плехановская — пос. Объединённый
- № 29 ДС Плехановская — пос. Красная Звезда
- № 35 ДС Плехановская — пос. Гусельское
- № 43а ДС Плехановская — пос. Криничная

##### Образование
На территории микрорайона находятся 2 школы (№ 34, № 50), 4 детских сада.

##### Торговля
Помимо множества небольших магазинов в микрорайоне работает сеть супермаркетов «Вектор» (ранее «Первый республиканский», ещё ранее супермаркет АТБ), «Геркулес-MOLOKO», супермаркет «Наш Маркет» (Сарепта), а также 2 рынка — «Мирный» и «Зеленый».

##### Места отдыха
На территории микрорайона есть два больших места отдыха
одно из которых называется Тихий Парк и располагается во дворе дома номер 6 данное место отдыха было построено силами интернет провайдера Level Telekom (бывший Didan) по инициативе владельца провайдера Хардикова Николая на территории этого места отдыха есть детская площадка поле для тенниса и огороженная площадка для мини футбола так же в шаговой доступности от места отдыха есть две кофейни и четыре магазина из уникального можно отметить что в этом месте отдыха есть свой большой QLED экран на котором периодически показывают фильмы
Второе место отдыха находится возле магазина Сарепта (Бывшее АТБ) это место отдыха больше подходит для детей так как это одна большая детская площадка с лавочками и мини кафе для взрослых в близи этой площадки расположен храм и два продовольственных супермаркета